# Gonioscelis hadrocantha
Gonioscelis hadrocantha är en tvåvingeart som beskrevs av Jason Gilbert Hayden Londt 2004. Gonioscelis hadrocantha ingår i släktet Gonioscelis och familjen rovflugor.
Artens utbredningsområde är Angola. Inga underarter finns listade i Catalogue of Life.